# Budimir Vujačić
Budimir Vujačić (* 4. Januar 1964 in Titograd) ist ein ehemaliger jugoslawischer Fußballspieler.

## Sportlicher Werdegang
Vujačić begann mit dem Fußballspielen beim OFK Petrovac, für den er Anfang der 1980er Jahre in der Wettkampfmannschaft debütierte. Vom seinerzeitigen jugoslawischen Zweitligisten wechselte der Abwehrspieler 1985 in die 2. Bundesliga zum SC Freiburg. Unter Trainer Anton Rudinski war er auf Anhieb an der Seite von Joachim Löw, Udo Lay, Souleymane Sané, Maximilian Hauck und Franz Weber in der Spielzeit 1985/86 Stammspieler. Der Klub bewegte sich in Abstiegsgefahr, so dass im Januar Jupp Becker und Ende März Kurt Rettenberger übernahmen. Letztlich stand er in 33 der 38 Saisonspielen auf dem Platz, mit einem Treffer beim 4:1-Erfolg über Alemannia Aachen trug er zum Klassenerhalt auf dem letzten Nicht-Abstiegsplatz bei. Zur folgenden Spielzeit übernahm Jörg Berger den Trainerposten. Anfangs noch Stammkraft, rückte er in der zweiten Saisonhälfte ins zweite Glied. Obwohl er in der Spielzeit 1987/88 aufgrund einer Gelbsperre bis zum Jahresende nur eine Partie verpasst hatte, kehrte er zum Jahreswechsel nach Jugoslawien zurück.
Vujačić schloss sich dem FK Vojvodina an, der im Sommer 1987 in die 1. jugoslawische Fußballliga aufgestiegen war. Mit dem Neuling beendete er die Saison auf dem zehnten Tabellenplatz. In der Spielzeit 1988/89 war er eine der Stützen der Mannschaft, die zum zweiten Mal nach 1966 jugoslawischer Meister wurde. Dabei erzielte er im Saisonverlauf sieben Tore. Der FK Partizan Belgrad warb ihn daraufhin ab, zudem debütierte er für die jugoslawische Nationalmannschaft. An der Seite von Spielen wie Predrag Mijatović, Vujadin Stanojković, Gordan Petrić, Slaviša Jokanović und Slobodan Krčmarević gewann er 1992 den jugoslawischen Pokal sowie 1993 in Restjugoslawien einen weiteren Meistertitel. 1992 gehörte er zum Aufgebot der jugoslawischen Nationalmannschaft für die Europameisterschaft in Schweden, das Team wurde jedoch kurz vor Turnierbeginn ausgeladen und durch Dänemark ersetzt.
Aufgrund der Jugoslawienkriege suchte Vujačić 1993 noch einmal die Herausforderung im Ausland. Bei Sporting Lissabon stand er dreieinhalb Jahre unter Vertrag. 1995 gewann er mit dem Klub die Taça de Portugal. Nachdem er nur noch unregelmäßig zum Einsatz gekommen war, wechselte er Anfang 1997 nach Japan, wo er bei Vissel Kobe seine Karriere ausklingen ließ. 
Später arbeitete Vujačić als Talentscout für Manchester United, wo er für den Balkan zuständig war.